# Laguna del Náinari
La laguna del Náinari es una laguna artificial de 2 km de diámetro conectada a un canal de riego en el área oeste de Ciudad Obregón.

## Historia
Fue construida en el año de 1956, durante el trienio del presidente municipal René Gándara Romo (1955-1958). Era un espacio en el que se acumulaba agua de forma natural con la caída de lluvias, por lo que se decidió conservar y acondicionar para que tuviera agua de forma permanente. Cuenta con 2.15 km de circunferencia. 

## Flora y fauna
La laguna alberga numerosas especies de fauna acuática y atrae a muchas variedades diferentes de patos y aves. A menudo se pueden ver a cientos de patos, gansos, cisnes, tortugas, ardillas, iguanas, pericos, entre otras.
Cuenta con álamos, mesquites, sauces llorones y árboles denominados lluvia de oro que son de color amarillo.

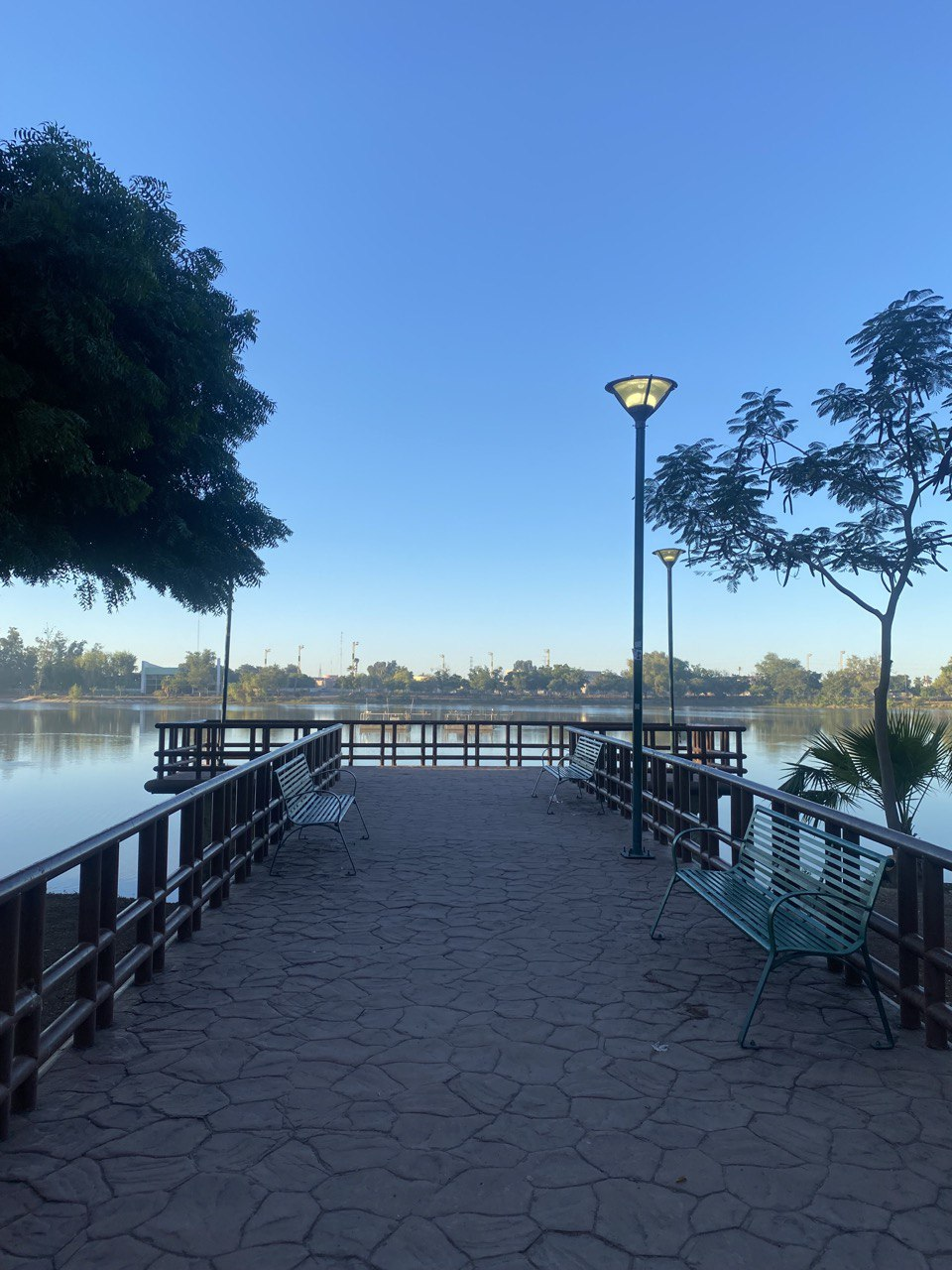
Laguna Náinari.

## Actividades
Cuenta con áreas verdes destinadas a actividades de recreación o para practicar algún deporte. Además de contar con una gran variedad de locales de antojitos, frituras y fruta preparada.  

## Contaminación
Personas investigadoras de la Universidad de Sonora han realizado estudios en donde se ha detectado que la laguna tiene altos índices de contaminación que pueden poner en peligro la salud de la población en caso de ingerir la fauna que habita en la laguna. 